# Torneo di Wimbledon 1877
Il Torneo di Wimbledon 1877 è stata la 1ª edizione del Torneo di Wimbledon e prima prova stagionale dello Slam per il 1877. Si è giocato sui campi in erba dell'All England Lawn Tennis and Croquet Club di Wimbledon a Londra in Gran Bretagna. Il torneo ha visto vincitore nel singolare maschile il britannico Spencer Gore che ha sconfitto in finale in 3 set il connazionale William Marshall con il punteggio di 6–1 6–2 6–4.

## Sommario

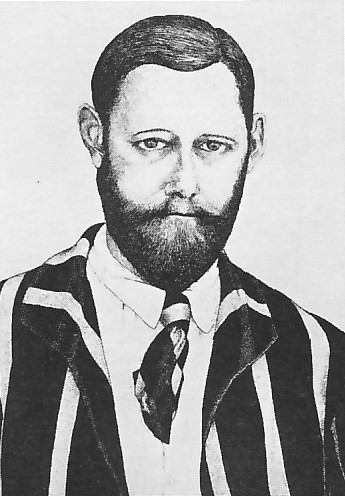
Ritratto di Spencer Gore, primo vincitore del torneo di Wimbledon

Il sorteggio per il torneo con ventidue concorrenti si svolse sabato 7 luglio 1877: il primo tennista nella storia del tennis moderno ad essere sorteggiato fu H. T. Gillson. Tabelloni, reti e palline per il torneo furono forniti da Jefferies & Co. Il torneo iniziò lunedi 9 luglio 1877. Non è noto chi per primo ha iniziato a giocare, ma il primo giorno del torneo è stata una giornata soleggiata e furono giocate dieci partite del primo turno. FN Langham, dall'Università di Cambridge, passò al turno successivo perché il suo avversario CF Buller da Eton, non si presentò. Julian Marshall fu il primo giocatore di tennis, che vinse una partita in cinque set dopo aver perso i primi due set contro il capitano Grimstonu. Cinque partite del secondo turno furono giocate martedì 10 luglio. Charles Gilbert Heathcote passò al turno successivo senza giocare contro J. Lambert. Julian Marshall vinse di nuovo il suo incontro in cinque set, questa volta contro FW Oliver.
Il terzo turno fu giocato mercoledì 11 luglio: in semifinale erano rimasti solo tre concorrenti. Per risolvere questa situazione furono sorteggiati gli abbinamenti, così William Marshall avanzò in finale senza giocare. Spencer Gore fu l'unico semifinalista a vincere sconfiggendo Heathcote in tre set. Dopo le semifinali di martedì 12 luglio, il torneo fu sospeso fino a lunedì 16 luglio a causa dell'incontro di cricket tra Harrow e Eton, che ha avuto luogo il venerdì e il sabato di quella settimana. La finale a causa della pioggia fu ulteriormente rinviata da lunedì 16 luglio a giovedì 19 luglio alle ore 15:30. A causa della pioggia la finale in quel giorno iniziò un'ora dopo, alle 16:30, su un campo molto scivoloso. Sul lato del campo c'era un basamento di legno provvisorio per trenta spettatori. Il duello finale durò 48 minuti e Spencer Gore, giocatore proveniente da Wandsworth, vinse il titolo in tre set, che durarono quindici, tredici e venti minuti ciascuno.
Il giorno dopo, il 20 luglio 1877, il quotidiano The Morning Post pubblicò un articolo sul torneo:

## Risultati

### Singolare maschile
Spencer Gore ha battuto in finale  William Marshall con il punteggio di 6–1, 6–2, 6–4.

### Incontro per secondo posto
William Marshall ha battuto  Charles Gilbert Heathcote con il punteggio di 6–4, 6–4